# ゴンチャロフ製菓
ゴンチャロフ製菓株式会社（ゴンチャロフせいか、英：Goncharoff Seika Co., Ltd.）は、兵庫県神戸市灘区に本社を置く日本の洋菓子メーカー。

## 会社概要
ロシア革命から逃れるため神戸に亡命してきた白系ロシア人、マカール・ゴンチャロフが1923年頃に神戸でウイスキーボンボンなどのチョコレート菓子を作ったのが始まりと言われている。現在では全国の百貨店などに店舗を展開している。

## 沿革
- 1923年 - 神戸の北野町でゴンチャロフが営業を開始
- 1932年 - 合資会社エム・ゴンチャロフ商会設立
- 1947年 - 株式会社エム・ゴンチャロフ商会に改組
- 1953年 - ゴンチャロフ製菓株式会社に商号変更
- 1995年 - 阪神・淡路大震災で全ての工場が被災し、一時的に生産が停止する。2月には復旧した[2]。
- 1999年 - 御影工場別館完成
- 2010年 - 株式会社GARNIER設立
- 2016年 - 株式会社GARNIER吸収合併
- 2020年 - 株式会社 BAUM u. BAUM設立。

## 労働問題
- 1988年 - 1986年にゴンチャロフ製菓（以下「ゴ社」）で働くゴンチャロフ労働組合長（当時）に対して嫌がらせ目的の配置転換が行われたとして、1988年に組合長が労働委員会に提訴。1991年に組合長の主張が認められゴ社側に配置を戻すよう命令が出たが、ゴ社側はこれに控訴・反訴。最終的に1999年最高裁まで争われたが、全ての段階の判決において組合長側の主張が全面的に認められたものとなっている[3]。
- 2017年 - 2016年に20歳の男性社員が自殺。自殺した男性の母親は、自殺の原因は過度の長時間労働や、上司によるパワーハラスメント（暴言を吐きながら怒鳴る、｢出身校からは採用しない｣といった圧力）により鬱を発症したことにあったとして、2017年7月に所轄の労働基準監督署に労災申請を行なった[4]。ゴ社側は長時間労働やパワハラを否定していたが、労働基準監督署は恒常的な長時間労働や上司とのトラブルが自殺の原因だったとして、2018年6月22日に労災認定した[5]。材料に大量のロスを出した際に他の社員がいる前で上司が「牛の餌作っとんか」と大声で罵り、同僚が同様のミスをしても、怒られなかったという。 なお、労災認定が下された後もゴ社は｢見解と異なり、長時間労働やパワハラの認識はなかった｣とするコメントを発表し、パワハラについては「上司とのトラブル」と指摘するにとどめている[6][7]。
  - その後、上司によるパワハラと長時間労働は自殺と因果関係があることを会社側が認めて遺族に謝罪し、6月11日付で和解が成立していたことが明らかになった。 双方の代理人弁護士などによると、社長の謝罪、加害上司の懲戒処分、損害賠償金を支払うこと、再発防止の徹底、などの和解内容で、金額は公表されなかった。会社側は2021年から40年までの20年間、男性社員の命日近くに従業員向けの再発防止の取り組みを実施することや、命日に遺族へ取り組みを報告する再発防止策を示した[6][8]。

## 商標問題
2010年1月20日、自社が登録している「モンシュシュ」の商標権を巡り、洋菓子メーカーのモンシュシュ（当時、2012年にモンシェールに社名変更）を提訴した。ゴンチャロフ製菓は1977年に「MONCHOUCHOU」（フランス語で「私のお気に入り」を意味する）という商標を登録しており、モンシェール社が使用していたマークがこの商標権を侵害しているかどうかについての争いであった。2011年に大阪地裁で出た一審の判決でも、2013年に大阪高裁で出た二審でも、モンシェール側が敗訴し、ゴンチャロフ製菓の主張が認められた。